# La Carroja
La Carroja es una localidad española del municipio alicantino de Vall de Gallinera, en la Comunidad Valenciana.

## Historia
Perteneciente al término municipal de Vall de Gallinera, aparece descrita en el quinto volumen del Diccionario geográfico-estadístico-histórico de España y sus posesiones de Ultramar de Pascual Madoz de la siguiente manera:

CARROJA ó CARROCHA: l. del ayunt. del valle de Gallinera en la prov. de Alicante, part. jud. de Pego y felig. de Alpatró, que es una de las tres parr. en que se divide dicho valle de Gallinera (V.).
(Madoz, 1846, p. 635)

En 2021 tenía censados 19 habitantes.